# Koortslip
Een koortslip of herpes labialis is het gevolg van een infectie door het herpes-simplexvirus, meestal Type I (HSV-1).

## Kenmerken
Bij een koortslip ontstaat een branderig, tintelend gevoel op of rond de lippen, gevolgd door pijnlijke blaasjes, die na enkele dagen overgaan in met een korstje bedekte zweertjes. Genezing van de huid duurt 7 tot 10 dagen. Soms gaat de koortslip gepaard met lusteloosheid of een gevoel van lichte vermoeidheid.
Tijdens deze acute fase is de koortslip ook besmettelijk. Door een koortslip kan ook soms herpes genitalis ontstaan, dus het wassen van de handen na aanraking van het zweertje/blaasje is noodzakelijk om besmetting te voorkomen, evenals het vermijden van oraal seksueel contact. Overigens komt een koortslip zeker niet alleen op de lippen voor: wangen, ogen, kin, neus, zelfs schouder of dijbeen zijn mogelijk.

## Oorzaak
De koortslip wordt veroorzaakt door een heropflakkerend herpes-simplexvirus Type I (HSV-1), maar soms ook door Type II (HSV-2). Ook herpes-simplexkeratitis, hoornvliesontsteking (keratitis), wordt door dit type virus veroorzaakt. 
Een infectie door het herpes-simplexvirus kan worden opgelopen door zweterig huidcontact; buiten het lichaam kan het virus slechts zeer kort overleven. De incubatieperiode bedraagt twee dagen tot twee weken met een gemiddelde van een week (ofschoon soms ook 4 à 5 dagen als gemiddelde incubatietijd wordt aangegeven). Eenmaal geïnfecteerd raakt men het virus niet meer kwijt en kan men in periodes van verminderde weerstand van het lichaam onder meer koortslippen ontwikkelen.
De primaire besmetting van het herpesvirus is gingivostomatitis herpeticans. Na besmetting blijft het virus levenslang achter in het lichaam, buiten het bereik van het afweersysteem. Het virus blijft in de ganglion van Gasser, een zenuwknoop van de nervus trigeminus, de zenuw die onder andere de innervatie van de tong en het hele aangezicht regelt.
Door onder andere ultraviolet licht kan een secundaire aanval veroorzaakt worden, waarbij er op de lip blaasjes verschijnen, die barsten en korsten vormen.

## Preventie bij baby's
Voor pasgeboren baby's kan een infectie levensgevaarlijk zijn. Mensen die regelmatig een koortslip hebben, moeten daarom uitkijken met het knuffelen en kussen van baby's, omdat het besmettelijke virus al voorafgaand aan het zichtbare ontstaan van een koortslip kan worden geproduceerd.

## Behandeling
Een crème met een fysisch UV-filter (zinkoxide en titaandioxide) en een zinkzout (zinksulfaat) zou een koortslip kunnen voorkomen. Het fysische UV-filter beschermt de lippen tegen zonlicht. Het zinksulfaat omkapselt de herpesviruscellen, zodat deze de gezonde cellen niet meer aantasten.
Het is mogelijk om een opkomende koortslip tegen te gaan door de plaats waar deze opkomt in te smeren met zinkzalf. Dit bestrijdt het virus niet, maar voorkomt dat er een blaasje ontstaat door het vocht eraan te onttrekken.
Antivirusmiddelen in de vorm van nucleosideanaloga als penciclovir of aciclovir remmen de groei van het virus, wat nuttig is bij het opkomen van een koortslip. Dit helpt alleen voordat de infectie zich manifesteert, en dat is uitermate moeilijk te bepalen.
Als de koortslip al "uitgebroken" is, kan men er ook ontsmettingsalcohol op deppen. Dit zorgt ervoor dat dat het sneller uitdroogt en een korst wordt.
Bij sommige mensen komen de symptomen van het virus (koortslip) niet meer voor na de puberteit. Het virus blijft echter wel levenslang aanwezig in het lichaam.